# 会理非拟溪蟹
会理非拟溪蟹（学名：Aparapotamon hiliense）为溪蟹科非拟溪蟹属的动物。在中国大陆，分布于四川等地，多栖息于海拔1900米的山坡泥滩洞穴中，有时也浸入水中小石下。